# Српски коридор
Српски коридор је назив који се употребљавао за узак појас земље јужно од реке Саве а преко подручја општина Брчко, Орашје, Босански Шамац и Модрича до подручја општине Добој, који је повезивао источни и западни део Републике Српске између 1992. и 2000. године. Створен је крајем јуна 1992. године, у време војне операције Коридор 92 и представљао је значајну војну и цивилну линију снабдевања за западне делове Републике Српске и Републике Српске Крајине током ратова у Босни и Хрватској. У време потписивања Дејтонског мировног споразума 21. новембра 1995. године, Српски коридор је био у саставу Републике Српске, али је предвиђена „међународна арбитража за подручје Брчког”.
После тога, једна арбитражна комисија 6. марта 1999. донела је одлуку да део српског коридора преда новоформираном Дистрикту Брчко (оформљен 8. марта 2000. године), који постаје територијални кондоминијум под управом заједничких институција БиХ, а које чине представници Републике Српске и Федерације Босне и Херцеговине.